# Franco Cortese

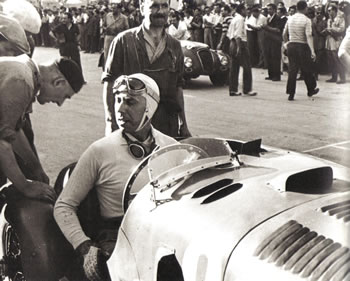
Franco Cortese 1947

Franco Cortese (* 10. Februar 1903 in Oggebbio; † 13. November 1986 in Mailand) war ein italienischer Automobilrennfahrer.

## Karriere
Der Italiener Franco Cortese zählte zu jenen Fahrern, deren Können mehrmals aufblitzte, denen die großen Erfolge aber versagt blieben. Seine Domäne waren Langstreckenrennen (kein anderer Fahrer ist so oft bei der Mille Miglia gestartet wie er). 1940 startete er mit Conte Giovanni Lurani auf einem BMW 328 (Kamm-Limousine) bei der Mille Miglia. Bei den Rundstreckenrennen war er meist auf Voiturettes und nach dem Zweiten Weltkrieg auf Formel-2-Wagen unterwegs.
1926 begann seine Karriere, die lange Jahre mit Enzo Ferrari verbunden blieb. Zu Corteses besten Ergebnissen zählen der zweite Platz beim 24-Stunden-Rennen von Le Mans 1932 und ebenfalls der zweite Platz bei der Mille Miglia 1933 zusammen mit Carlo Castelbarco. Von 1937 bis 1939 bestritt er Voiturette-Rennen auf Maserati und gewann unter anderem in Varese und Modena 1938.
Nach dem Zweiten Weltkrieg stieß Cortese wieder zu Enzo Ferrari und dessen Scuderia und war 1947 der erste Fahrer, der einen Sieg auf einem Ferrari feiern konnte (beim Grand Prix von Rom). Mit einem Frazer-Nash gewann er 1951 die Targa Florio. Etlichen Formel-2-Rennen folgten noch Sportwagenrennen bis Mitte der 1950er-Jahre, ehe er sich zurückzog und ins Autozubehörgeschäft einstieg.

## Galerie

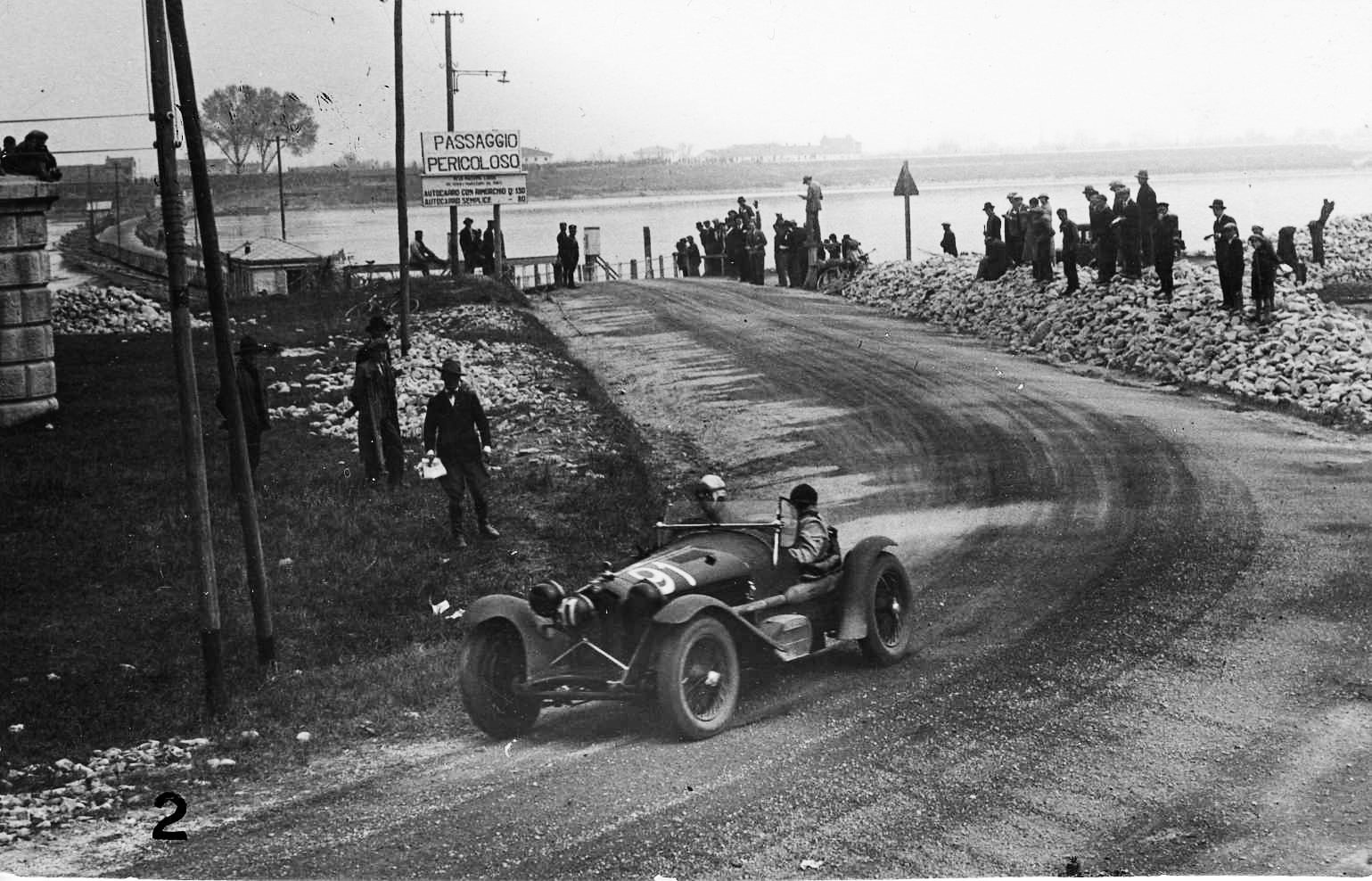
Im Alfa Romeo 8C 2300 bei der Mille Miglia 1933
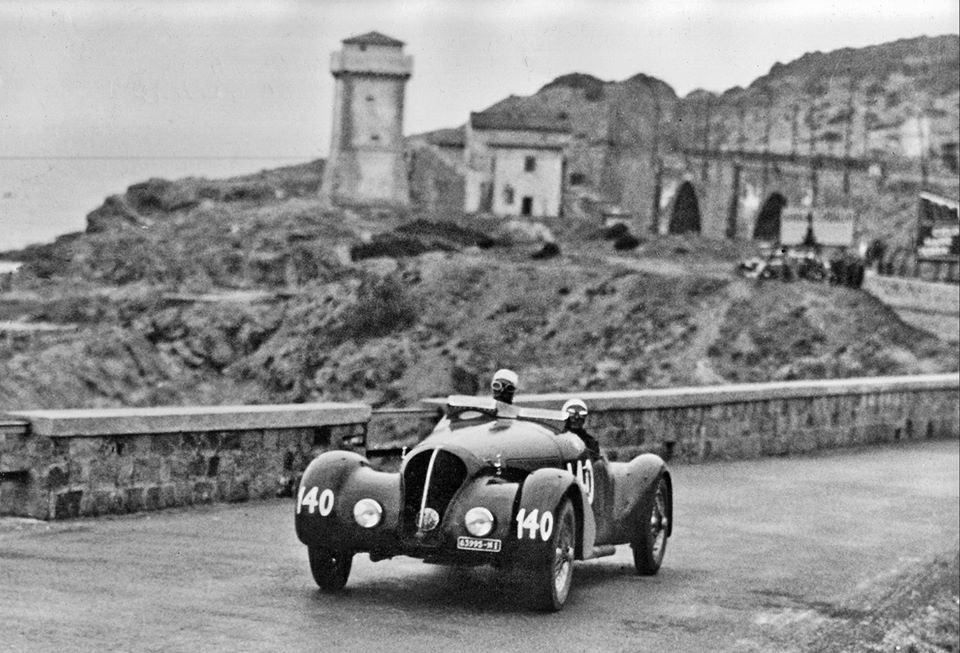
Im Alfa Romeo 6C 2300 bei der Mille Miglia 1938
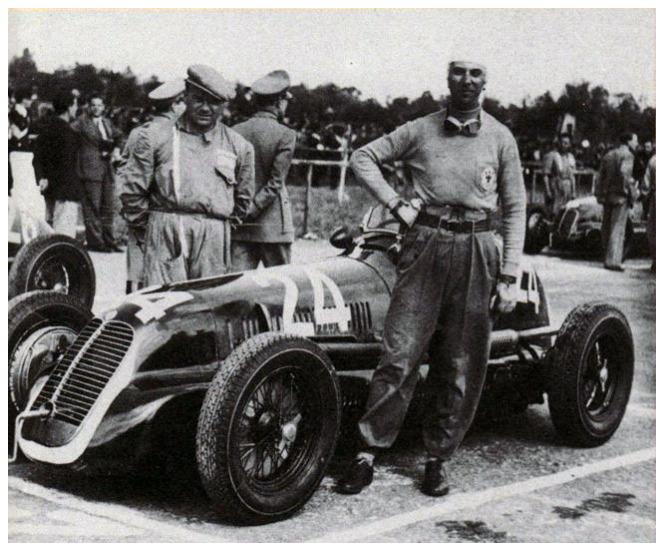
1940 neben einem Maserati 4CL
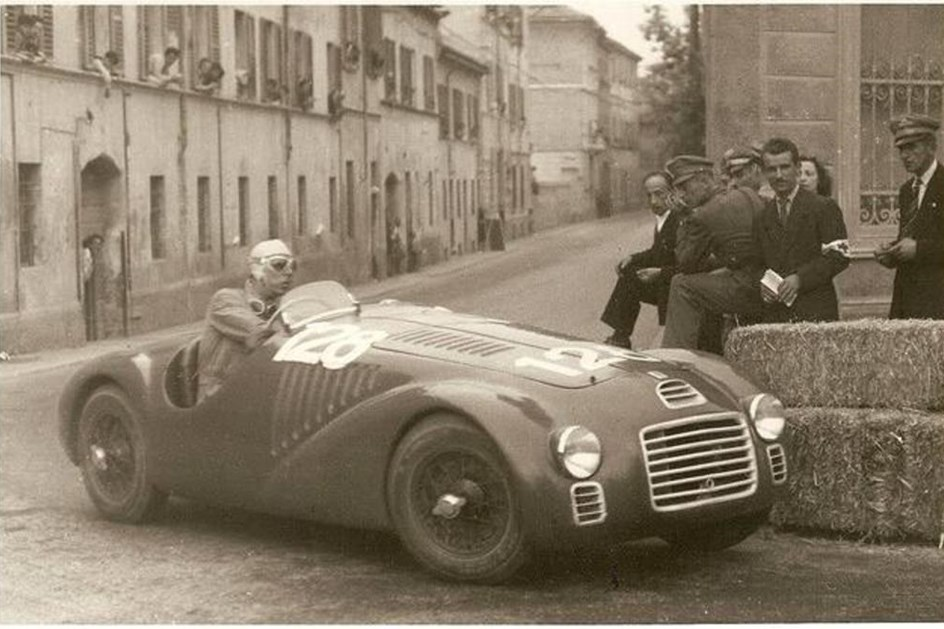
Franco Cortese im Ferrari 125 Spyder Corsa beim Sportwagenrennen Piacenza 1947
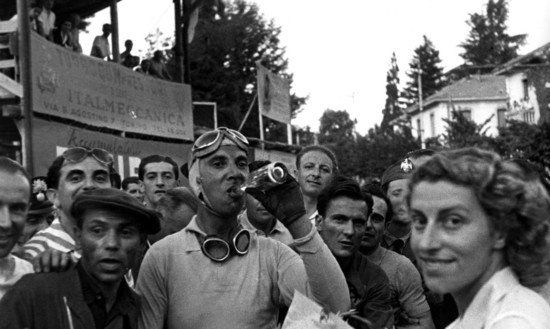
1947 in Varese
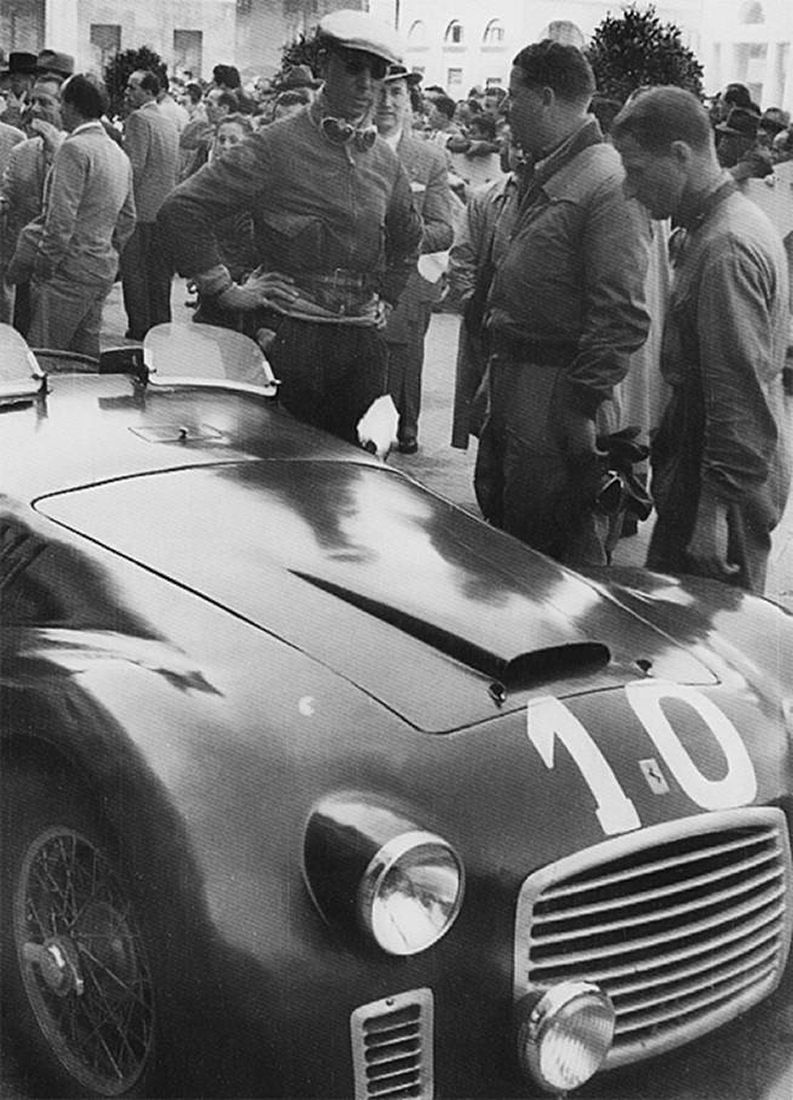
Bei der Mille Miglia 1948
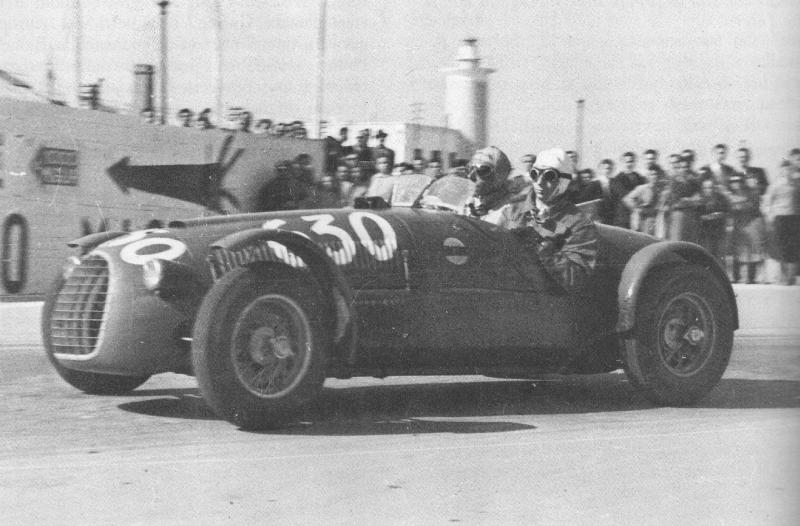
Bei der Mille Miglia 1949

## Statistik

### Le-Mans-Ergebnisse
| Jahr | Team                  | Fahrzeug              | Teamkollege                | Platzierung | Ausfallgrund |
| ---- | --------------------- | --------------------- | -------------------------- | ----------- | ------------ |
| 1932 | Soc. Anon. Alfa Romeo | Alfa Romeo 8C 2300 LM | Giovanni Battista Guidotti | Rang 2      |              |
| 1933 | Capt. G. E. T. Eyston | Alfa Romeo 8C 2300 MM | Louis Chiron               | Ausfall     | Unfall       |

### Einzelergebnisse in der Sportwagen-Weltmeisterschaft
| Saison | Team | Rennwagen                   | 1   | 2   | 3   | 4   | 5   | 6   | 7   |
| ------ | ---- | --------------------------- | --- | --- | --- | --- | --- | --- | --- |
| 1953   |      | Fiat 8V                     | SEB | MIM | LEM | SPA | NÜR | RTT | CAP |
| 1953   | 14   | Fiat 8V                     |     |     |     |     |     |     |     |
| 1954   |      | Ferrari 500 Mondial         | BUA | SEB | MIM | LEM | RTT | CAP |     |
| 1954   |      | Ferrari 500 Mondial         | 14  |     |     |     |     |     |     |
| 1955   |      | Fiat 8V Ferrari 500 Mondial | BUA | SEB | MIM | LEM | RTT | TAR |     |
| 1955   |      | Fiat 8V Ferrari 500 Mondial |     | 46  |     |     | DNF |     |     |
| 1956   |      | Fiat 8V                     | BUA | SEB | MIM | NÜR | KRI |     |     |
| 1956   |      | Fiat 8V                     | 97  |     |     |     |     |     |     |
| 1958   |      | Ferrari 500TRC              | BUA | SEB | TAR | NÜR | LEM | RTT |     |
| 1958   |      | Ferrari 500TRC              | 7   |     |     |     |     |     |     |